# Ett kolikbarns bekännelser
Ett kolikbarns bekännelser is het derde album van de Zweedse zanger Håkan Hellström. Het werd uitgebracht op 16 februari 2005. 

## Nummers
1. Jag har varit i alla städer  (Ik heb in allen steden geweest)
2. Brännö serenad (Serenade van Brännö)
3. En midsommarnattsdröm (A midsummer night's dream)
4. Dom kommer kliva på dig igen (Ze zullen weer op jou stappen)
5. Bara dårar rusar in (Allen dwazen biezen in)
6. Hurricane Gilbert
7. Gårdakvarnar och skit (Molens en onzin)
8. Magasingatan (Magazijnstraat)
9. Vaggvisa för flyktbenägna (Slaapliedje voor wie wil ontsnappen)